# Михайлівське (Петрівський район)
Михайлівське — заповідне урочище місцевого значення. Об'єкт розташований на території Петрівського району Кіровоградської області.
Площа — 162 га, статус отриманий у 2012 році.